# Vaisselle

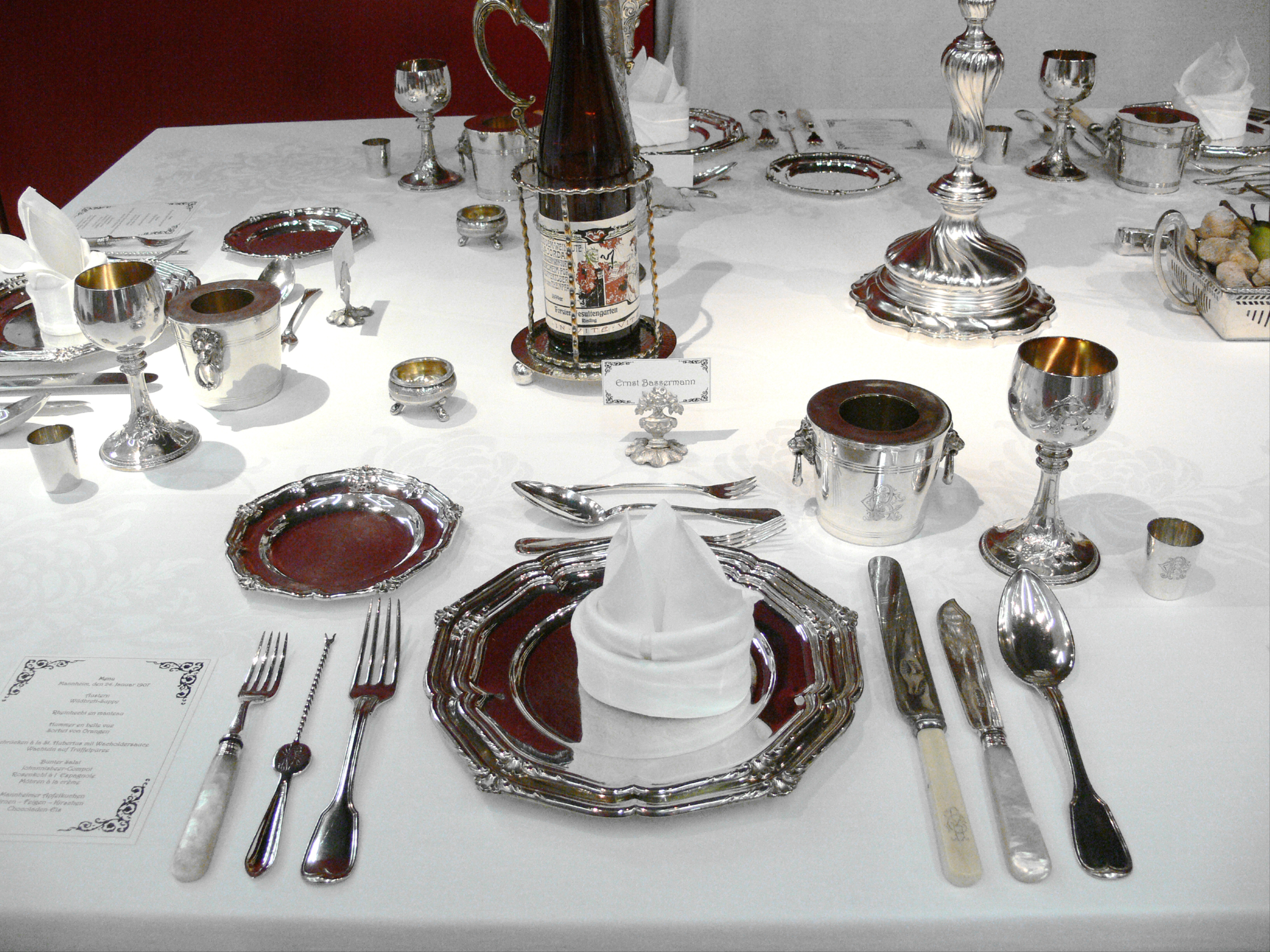
Vaisselle allemande en argent de la fin du XIXe siècle.

La vaisselle est l'ensemble des objets utilisés pour manger, stocker et présenter les aliments. Ces objets sont les assiettes, les couverts, les verres, les bols, les tasses, les casseroles, les poêles, les boîtes pour conserver les aliments, divers récipients, etc. (pour plus de détails, voir section « Ustensiles »). Ils sont fabriqués dans diverses matières (terre cuite, porcelaine, faïence, métal, bois, verre, etc.).
La vaisselle désigne aussi l'action de nettoyer ces objets (on dit « faire la vaisselle »). Le mot argotique plonge désigne cette même tâche ménagère.
Ceraines sources affirment que la nef de table, en forme de vaisseau, serait à l'origine du mot « vaisselle », mais cette hypothèse n'est pas reprise dans les dictionnaires usuels. 

## Histoire

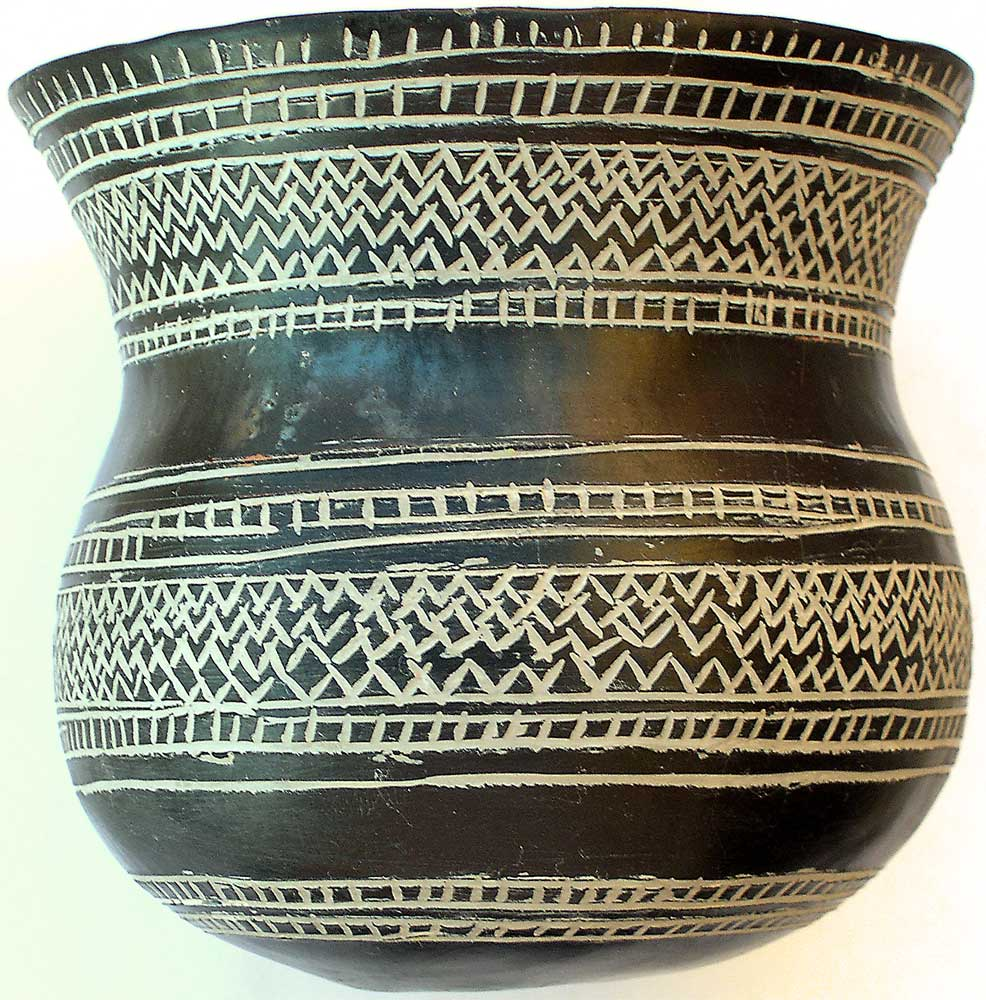
Vase campaniforme.

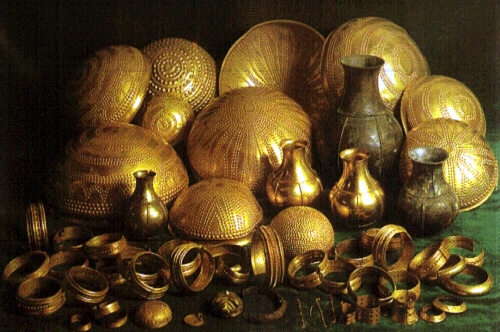
Le trésor de Villena.

La vaisselle est utilisée depuis les temps préhistoriques.
La culture campaniforme, qui se développe en Europe approximativement au cours du troisième millénaire [réf. souhaitée] avant notre ère, a comme objets typiques des vases, gobelets, écuelles ou coupes à pieds en céramique, abondamment décorés et en forme de cloche, généralement retrouvés dans des contextes funéraires.
Durant l'âge du bronze, la vaisselle est conçue dans des métaux variés. Le trésor de Villena découvert en 1963, est notamment constitué de vaisselle royale en or et en argent.

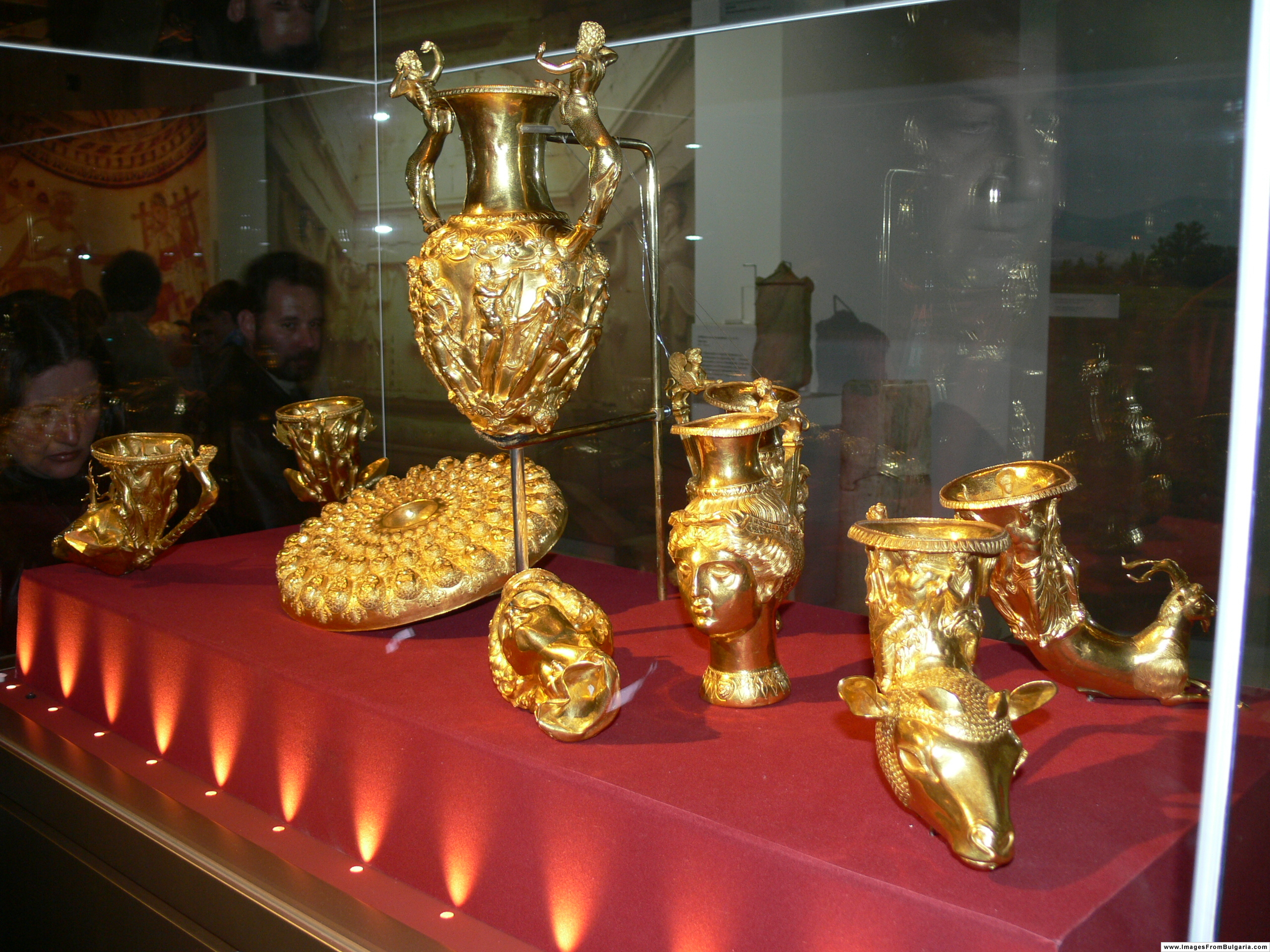
Le trésor thrace de Panagyurichté.

En Grèce antique, les découvertes archéologique sur des sites mycéniens ont mis en évidence de la vaisselle en céramique (cruches, pichets, bols, vases) et en métal (trépieds, bassines ou lampes le plus souvent en laiton) essentielles pour le fonctionnement de l'économie palatiale : elles servent de contenants pour les aliments stockés et déplacés, notamment pour les distributions de rations, d'offrandes aux dieux. Elles sont également un mobilier essentiel à cette période pour des usages courants comme la cuisine et l'alimentation. La vaisselle de cette époque présentée dans les musées sont des pièces issues des banquets.

En Thrace, dans la nécropole de Panagyurichté, a été découvert en 1949 l'un des plus célèbres services de table antiques. Datant de l'époque hellénistique du IIIe siècle av. J.-C., il est composé de 9 récipients en or pur : une amphore-rhyton, sept rhytons (trois en forme de têtes d’animaux, un à protomé (torse) de bouc, trois à têtes féminines) et une phiale.

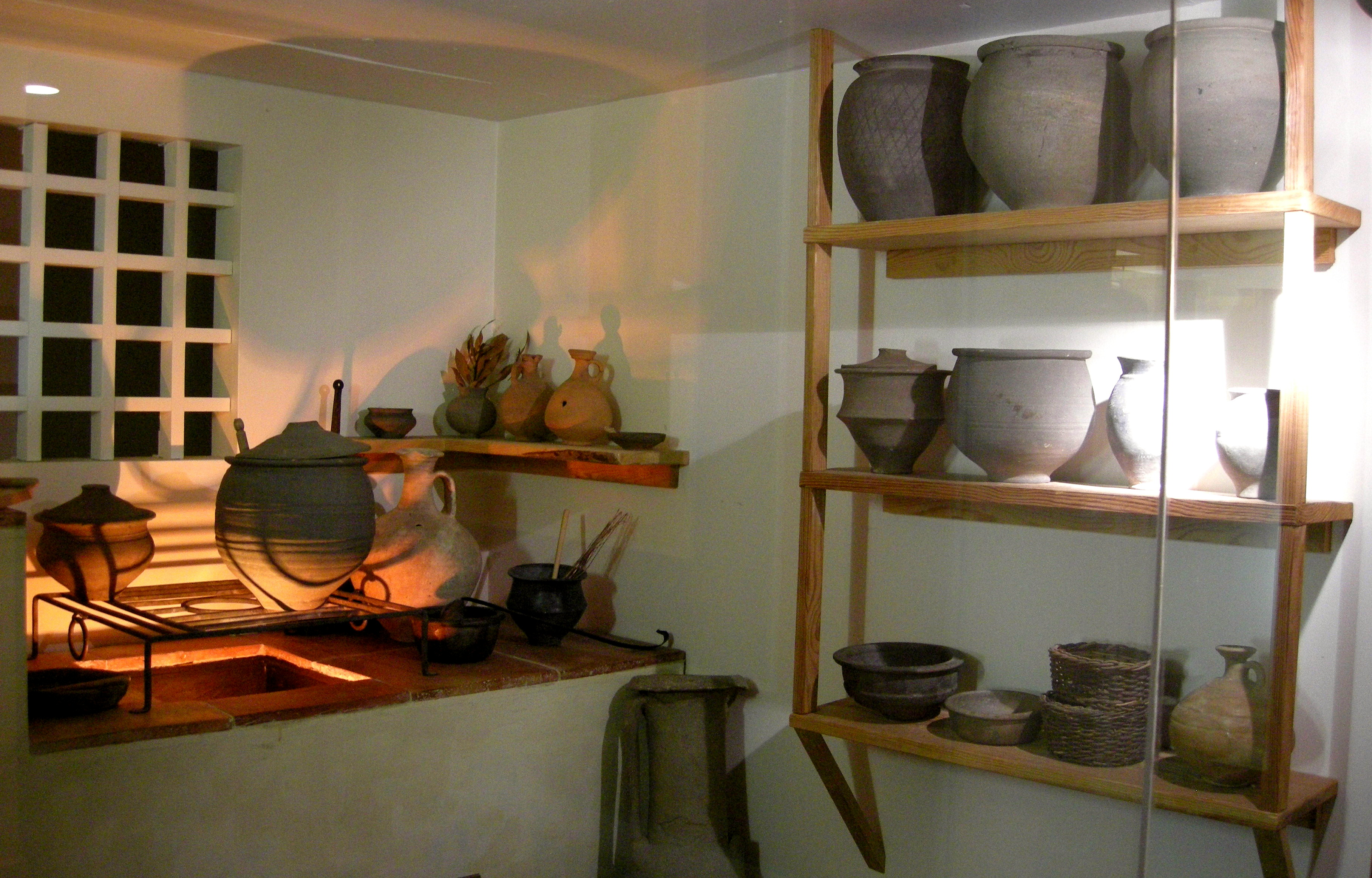
Ollae (pots à cuire) dans la reconstitution d'une cuisine romaine.

Dans la Rome antique, peu de vaisselle en argenterie a été retrouvé alors que les textes anciens précisent que les Romains en sont très friands, comme le montre le trésor de Hildesheim (en). Le service d'apparat argenté laisse la place à la céramique sigillée pour le service à table de tous les jours, la production de ce type de céramique se diffusant en Gaule, Afrique (sigillées claires africaines) et Asie Mineure au fur et à mesure de la conquête romaine.
Au Moyen Âge, les dépotoirs révèlent des vases de types différents (coquemars, pichets, amphores, cruches, marmites, écuelles, gargoulettes, poêlons, plats le plus souvent en céramique ; gobelets en métal, plus rarement en verre, etc.), ainsi que de nombreux fragments de vaisselle essentiellement en céramique, parfois en métal, plus rarement en bois tourné (qui se conserve mal) ou en verre (la cessation quasi complète des échanges entre Orient et Occident au Moyen Âge entraîne un fort déclin de l'utilisation du verre pourtant en expansion chez les Romains), ces tessons étant associés à d'autres objets (boîtes, peignes, jouets, lampes, manche d’outils).
À la Renaissance, les maisons aristocratiques disposent de trois types de vaisselle : la « vaisselle d’office » qui est la vaisselle utilisée pour les préparations et cuissons en cuisine, la « vaisselle de table et de dignité » qui trône sur le lieu du repas (vaisselle de table utilisée par les convives et vaisselle de dignité ostentatoire qui marque la place d’honneur lors d'un banquet), la « vaisselle d’apparat » ou « de montre » qui est destinée à n'être qu'exposée. 
Alors que les aliments médiévaux sont servis chez le paysan ou le bourgeois sur des tranchoirs en pain ou en bois, les nobles utilisent des tranchoirs en métal précieux, l'assiette n'apparaissant qu'au XVIe siècle. La vaisselle d'apparat (rafraîchissoirs à bouteilles, aiguières en émail ou faïence de Saint-Porchaire, hanaps, bassins et coupes en métal précieux, etc.) est exposée lors du banquet sur des dressoirs, des buffets simples ou à gradins (jusqu'à douze degrés) puis rangée dans un cabinet une fois le repas terminé. La vaisselle est en argent dans les grandes maisons aristocratiques, en étain pour les moins fortunés, et elle est souvent refondue pour reconstruire de nouvelles pièces à la mode.
La production industrielle à l'Époque contemporaine et l'expansion du marché sont à l’origine d'une amélioration du niveau de vie et d'une baisse de la domesticité, d'où une recherche du fonctionnel par de la vaisselle industrielle uniforme, pouvant facilement être rangée et nettoyée.

## Ustensiles
- Bol ;
- Verre, flûte ;
- Tasse ;
- Assiette ;
- Fourchette ;
- Couteau ;
- Cuillère ;
- Cruche, carafe, pichet ;
- Soucoupe ;
- Poêle (cuisine), en métal ;
- Casserole, en métal ;
- Ramequin.
- Ravier.

## Matériaux

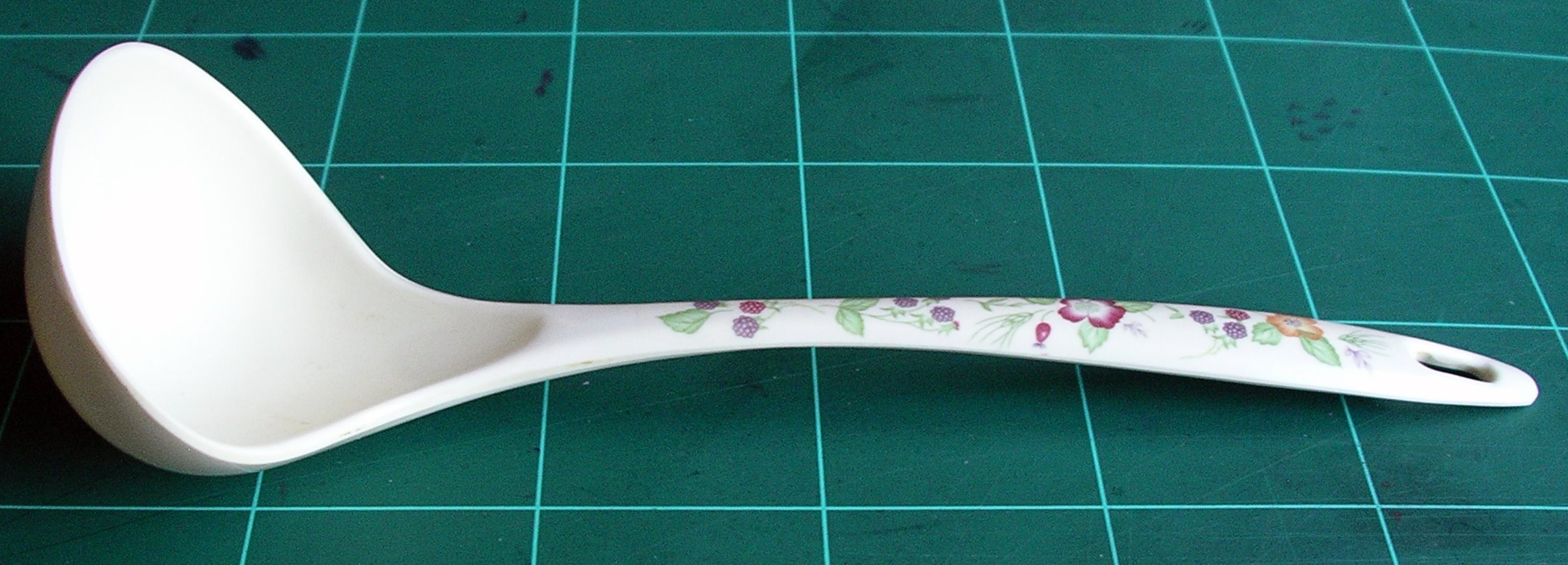
Louche en mélamine, une résine très dure permettant, avec des charges non colorées, la fabrication de matières blanches.

Traditionnellement, la vaisselle est en matériau dur, notamment en verre, métal, bois, terre cuite et porcelaine.
Certains plastiques sont parfois utilisées, bien qu'ils n'offrent aucune garantie quant à leurs émanations chimiques éventuelles (phtalate, bisphénol, etc).[réf. nécessaire]